# Magnézium-hidroxid
A magnézium-hidroxid egy szervetlen vegyület, melynek képlete Mg(OH)2. A magnézium vagy a magnézium-oxid és víz reakciójában keletkezik. A természetben megtalálható ásványként, az ásvány neve brucit.
A különféle gyomorsavmegkötőkben és hashajtókban gyakran megtalálható. A folsav (B9 vitamin), és a vas felszívódását gátolja. A magnézium-hidroxid által kiváltott hasmenés során a szervezetből nagy mennyiségű kálium távozik, így ha az nem kerül pótlásra, extrém esetekben akár izomgörcsöket is okozhat.
Erős bázis.

## Előállítása
A természetben ásvány formájában előfordul, ezért iparilag nem szokták előállítani. Laboratóriumi körülmények között általában a következő előállítási mód szerint szintetizálják magnézium és nátrium-hidroxid, kálium-hidroxid, vagy ammónium-hidroxid segítségével:
Mg2+ (aq) + 2OH− (aq) → Mg(OH)2 (s) ↓

## Felhasználása
- gyomorsavmegkötőként alkalmazzák;
- enyhe hashajtó hatású;
- szennyvizek tisztításánál a savas vegyületek semlegesítésére alkalmazzák;
- néhány dezodorban is megtalálható;
- élelmiszerek esetén elsősorban savanyúságot szabályozó anyagként, valamint konzerv zöldségek és gyümölcsök színének tartósítására használják, E528 néven. Előfordulhat sajtokban, valamint egyes konzervekben. Napi maximum beviteli mennyisége nincs meghatározva. Nagy töménységben hashajtó hatású.